# Giro a l'Interior de São Paulo
El Giro a l'Interior de São Paulo és una cursa ciclista per etapes que es disputa a l'estat de São Paulo (Brasil). La primera edició es va disputar el 2008, i el 2009 i 2010 va formar part del calendari de l'UCI Amèrica Tour, amb una categoria 2.2.

## Palmarès
| Any  | Vencedor              | Segon                  | Tercer         |
| ---- | --------------------- | ---------------------- | -------------- |
| 2008 | Maurício Morandi      | Luiz Carlos Amorim     | Magno Nazaret  |
| 2009 | Luiz Carlos Amorim    | Alcides Vieira         | Magno Nazaret  |
| 2010 | Renato Seabra         | Wagner Alves           | Jorge Giacinti |
| 2011 | Flávio Reblin         | Andrei Krasilnikau     | Renato Seabra  |
| 2012 | Alex Diniz            | Renato Ruiz            | Ricardo Ortiz  |
| 2013 | Antônio Nascimento    | João Gaspar            | Alan Maniezzo  |
| 2014 | Gregolry Alves Panizo | André de Souza Almeida | Diego Ares     |